# 세바스티안 람호른
올라 세바스티안 람호른(스웨덴어: Ola Sebastian Ramhorn, 1996년 5월 3일~)은 스웨덴의 축구 선수로, 포지션은 수비수이다.

## 개인사
쌍둥이 형제인 요한 람호른도 축구 선수이다.